# Complex (album)
Glorious Heights è il secondo album della cantante australiana Montaigne, pubblicato il 30 agosto 2019.

## Tracce
1. CHANGE – 3:18 (Jessica Cerro, Tony Buchen, Leon Zervos)
2. Complex – 3:46 (Jessica Cerro, Jarrad Rogers, Leon Zervos)
3. For Your Love – 4:19 (Jessica Cerro, Kyle Shearer, MoZella)
4. Losing My Mind – 3:14 (Jessica Cerro, Thomas Rawle)
5. Love Might Be Found (Volcano) – 3:43 (Jessica Cerro, Wynne Bennett)
6. The Dying Song – 3:24 (Jessica Cerro, Tony Buchen)
7. Showyourself – 1:34 (Jessica Cerro, Mario Spate)
8. Please You – 3:48 (Jessica Cerro, Tony Buchen)
9. Stockholm Syndrome – 5:03 (Jessica Cerro, David Andrew Sitek)
10. Pleasure – 3:23 (Jessica Cerro, Thomas Rawle)
11. Is This All I Am Good for? – 5:06 (Jessica Cerro, Tony Buchen)
12. I Am a Clown – 3:15 (Jessica, Tony Cerro, Buchen Mauro Refosco)
13. READY – 3:23 (Jessica Cerro, Ryosuke Sakai, Jaidyn Edwards, Charlotte Gemmill)

## Classifiche
| Classifica (2019) | Posizione massima |
| ----------------- | ----------------- |
| Australia         | 19                |